# Демидовка (Кременчугский район)
Демидовка (укр. Демидівка) — село, Демидовский сельский совет, Кременчугский район, Полтавская область, Украина. С 2022 года находится под  оккупацией ВС РФ
Код КОАТУУ — 5322481001. Население по переписи 2001 года составляло 395 человек.
Является административным центром Демидовского сельского совета, в который, кроме того, входят сёла Гуньки, Ковали, Найденовка, Радочины, Щербухи и Яремовка.

## Географическое положение
Село Демидовка находится на участке пересохшего русла реки Сухой Омельник, в 2-х км от правого берега реки Псёл,
примыкает к селу Радочины, на расстоянии в 1 км от села Гуньки.

## История
- 1654 — дата основания.
- 1803 — в селе Демидовке была построена деревянная Свято-Духовская церковь с колокольней.

- Есть на карте 1796 года.[2]
- В 1862 году в селе владельческом Демидовка была церковь православная, 3 завода, 45 дворов где жило 685 человек.[3]
- В 1911 году в селе Демидовка была церковь Святого Духа, церковно-приходская школа и проживало 1231 человек.[4]

## Объекты социальной сферы
- Школа.
- Фельдшерско-акушерский пункт.

## Достопримечательности
- Братская могила советских воинов.